# Konklusion
 Der er for få eller ingen kildehenvisninger i denne artikel, hvilket er et problem. Du kan hjælpe ved at angive troværdige kilder til de påstande, som fremføres i artiklen.

En konklusion er en sammenfatning af en tankerække, fortolkninger eller lignende, der leder til en endelig og afsluttet betydning. 
Inden for politik er det svært at komme med en konklusion, da alle har forskellige meninger og holdninger om alt.
I matematik kommer man altid frem til en konklusion. I matematik kaldes en konklusion for et facit.
En videnskabelig afhandling forventes altid at være forsynet med en klar konklusion. Skriftlige fremstillinger i almindelighed afsluttes også normalt med en konklusion. Der findes generelle normer for udfærdigelsen af konklusionen. Det vigtigste er, at konklusionen ikke må indeholde synsvinkler, som ikke er behandlet i den skriftlige fremstillings hovedafsnit. Konklusionen bør omfatte flg. elementer:
- Svar på problemformuleringens spørgsmål
- Besvarelsens grundlag og forudsætninger
- Besvarelsens begrænsninger
- Besvarelsens perspektiver[1]